# 华中科技大学学报 (医学版)
《华中科技大学学报（医学版）》为医学综合性学术刊物，1957年创刊于湖北武汉，双月刊。由华中科技大学同济医学院编辑发行。

## 宗旨
- 增强学术交流, 促进医学发展

## 简史

### 武汉医学院学报
- 1957年，武汉医学院学报，中文版创刊.
- 1981年起，学报同时出版发行英文版，德文版

### 同济医科大学学报
- 1986年，更名为同济医科大学学报

### 华中科技大学学报（医学版）
- 2002年，更名为华中科技大学学报（医学版）

## 定位

### 阅读人群
- 医学基础研究与临床医务工作者
- 医学院校师生

### 杂志内容

#### 涉及学科
- 基础医学
- 临床医学
- 预防医学
- 传统医学
- 法医学
- 药学

#### 文章类型
- 科研论文
- 临床病例报告
- 诊疗技术

## 主要栏目
- 论著
- 病例报告
- 技术交流
- 论文摘要

## 出版
华中科技大学学报（医学版），由华中科技大学同济医学院学报编辑部在中国武汉出版发行，1979年創刊號，同时在美国纽约，德国柏林发行相应英文版，德文版。